# Боровик королівський
Боровик королівський (Butyriboletus regius) — їстівний гриб з родини болетових — Boletaceae.

## Класифікація
У результаті філогенічного дослідження гриб був виокремлений з роду болетус (Boletus) у окремий рід Butyriboletus.

## Будова
Шапка 5-10 (15) см у діаметрі, рожева, згодом бурувато- або коричнювата-червона, волокниста. Шкірка не знімається. Пори жовті, вохряно-жовті. Спори 11-15 Х 4-5 мкм, веретеноподібні, жовто-буруваті. Спорова маса оливкова. Ніжка 5-10 (14) Х 2-5(6) см, лимонно-жовто, вохряно-жовто, із світлою сіткою. М'якуш лимонно-жовтий, під шкіркою червонуватий, при розрізуванні колір не змінюється, з приємним запахом і смаком.
Колір шапки плодових тіл грибів, що ростуть у листяних та хвойних лісах, різний.

## Життєвий цикл
Плодові тіла з'являються з червня до початку вересня.

## Поширення та середовище існування
Поширений у Прикарпатті, зустрічається також на Закарпатті. Росте в листяних (переважно букових) лісах на вапнякових ґрунтах.

## Практичне використання
Рідкісний цінний їстівний гриб. Використовують свіжим, про запас сушать, маринують.

## Природоохоронний статус
Включений до Червоної книги України.